# Bauchpressen

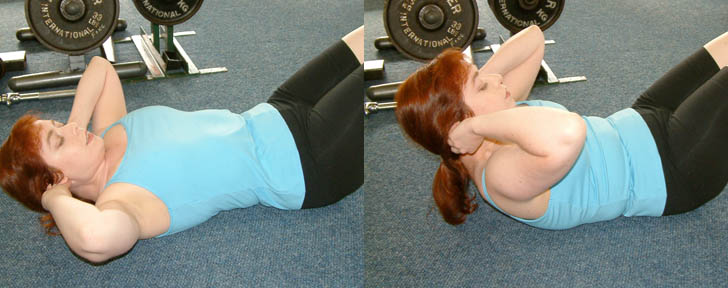
Ausführung

Unter dem Begriff (klassisches) Bauchpressen (oder engl. Crunches) versteht man eine Übung, die dem Training der Bauchmuskulatur dient. Sie wird als bessere Alternative zu den Sit-ups empfohlen, da sie wesentlich schonender und ungefährlicher auszuführen ist. Schädigungen der Wirbelsäule werden so vermieden, weil beim Bauchpressen die Hüfte durch die angehobene und angewinkelte Position der Beine eine optimale Position einnimmt. Dadurch, dass die Wirbelsäule gerade bleibt, werden Bandscheiben und Wirbel im Lendenbereich deutlich weniger belastet.

## Allgemeine Bewegungsausführung
Die Übung beginnt mit der gleichen Haltung wie beim Sit-up; also auf dem Rücken liegend, Beine angewinkelt, um ein Hohlkreuz zu vermeiden. Dabei sollte man einen Bein-Rumpfwinkel von ca. 135° haben. Der Kniewinkel sollte 90° bis 100° betragen. Befinden sich die Beine in dieser Position, wird der Hüftbeuger (Musculus psoas major) in seiner Arbeit weitgehend blockiert, um eine übermäßige Ausbildung dieses Muskels zu vermeiden. Die Hände sind am Kopf zu halten. Für eine optimale Haltung im Oberkörper werden die Hände mit den Fingerspitzen hinter den Ohren an den Kopf gelegt. Dabei werden die Arme automatisch angewinkelt. Die nun angewinkelten Arme sollten so weit nach außen gehalten werden wie möglich, je nach Dehnbarkeit der Person. Ausreichend ist es, wenn die Ellbogen sich ungefähr auf der Höhe der Schultern befinden. Diese Haltung der Arme und Beine ermöglicht es, die Belastung ausschließlich auf die Bauchmuskulatur zu konzentrieren. Vorausgesetzt wird natürlich eine korrekte Ausführung. Anschließend zieht man mithilfe der Bauchmuskulatur den oberen Rücken ein Stück nach vorne oben. Bei dieser Bewegung wird der Kopf möglichst in einer neutralen Position (Halswirbelsäule nicht gekrümmt) gehalten. Um zu gewährleisten, dass der untere Rücken am Boden bleibt, müssen die Beine konstant ihre angewinkelte Position beibehalten, ohne sich zu verschieben. Dabei kann die Bauchmuskulatur unterstützend wirken, indem versucht wird, sie beim Zusammenziehen leicht einzuziehen. Sobald man nun den persönlich weitesten Abstand zwischen Boden/Unterlage und dem oberen Rücken erreicht hat (dies ist abhängig von der Beweglichkeit der ausführenden Person), wird die Bewegung rückwirkend ausgeführt. Hierbei ist es besonders wichtig, darauf zu achten, dass beim leichten Ablegen des oberen Rückens die Bauchmuskulatur nicht gänzlich erschlafft, sondern leicht unter Spannung bleibt und vor allem, dass der untere Rücken nicht in eine Hohlkreuzposition verfällt.
Bei Ausführung der Übung sollte auch auf die Atmung geachtet werden. Beim Anheben des oberen Rückens sollte ausgeatmet werden, um die höchste Anspannung der Bauchmuskulatur zu erreichen, denn beim Einatmen würde das Zwerchfell nach unten drücken und somit die inneren Organe, welche sich im Bauch befinden, zusammenpressen. Diese würden gegen die Bauchmuskulatur drücken, was einer optimalen Anspannung/Kontraktion der Muskulatur im Wege stehen würde. Deshalb sollte das Einatmen erst in der „Entspannungsphase“, also während des Ablegens des oberen Rückens, stattfinden.
| Statische Ausführung | Dynamische Ausführung |
| --- | --- |
| Man kann die Übung statisch ausführen, indem man den oberen Rücken anhebt (wie bei der allgemeinen Bewegungsausführung) und diese Position so lange wie möglich hält, bis zur Erschöpfung. Hierbei sollte man darauf achten, eine leichte, konstante Atmung zu vollziehen und mit dem Einatmen nicht erst bis zum Ablegen zu warten. | Wenn man die angehobene Position nur kurzzeitig hält, anschließend wieder absenkt und wieder anhebt (den Vorgang der allgemeinen Bewegungsausführung wiederholt), so hat man die dynamische Variante der Ausführung gewählt. |

## Variationen

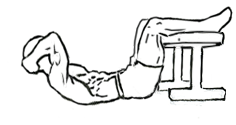
Bei dieser Variante sind die Unterschenkel angehoben.

Die Bauchpresse ist ein Grundtyp, der viele Variationen erlaubt. Eine schwierigere Variante ist z. B. der Käfer.
Durch die Abwandlung von Ausgangsübungen können Trainer den Sportlern die Möglichkeit geben, bei regelmäßiger Wiederholung nicht so eintönig zu trainieren und so eine bessere Motivation zu erhalten. Zudem bewirkt jede Abwandlung eine leichtere oder schwerere Übungsabfolge und kann so für Einsteiger oder fortgeschrittene Sportler besonders attraktiv sein. 